# Le Petit Poucet (bande originale, 2001)
Pour les articles homonymes, voir Le Petit Poucet (homonymie).
Albums de Joe Hisaishi
Quartet Encore
Le Petit Poucet est un film d'Olivier Dahan d'après le conte éponyme de Charles Perrault, sorti en 2001. Sa bande originale a été écrite et orchestrée par le compositeur japonais Joe Hisaishi qui n'avait jusqu'alors jamais contribué avec un réalisateur occidental.

## Titres
| 1.    | La Lune brille pour toi           | 2:28 |
| 2.    | Le Petit Poucet                   | 3:53 |
| 3.    | La Forêt de Rose (Thème)          | 4:23 |
| 4.    | L'Attaque des pillards            | 5:56 |
| 5.    | Sur le chemin des cailloux blancs | 3:45 |
| 6.    | Perdus                            | 2:19 |
| 7.    | Les Pièces d'or                   | 1:34 |
| 8.    | Aux loups !                       | 3:40 |
| 9.    | La Maison rouge                   | 4:54 |
| 10.   | À la table de l'Ogre              | 2:34 |
| 11.   | Le Jardin secret                  | 1:30 |
| 12.   | L'Ogre                            | 2:23 |
| 13.   | La Forêt rouge                    | 2:51 |
| 14.   | Entre l'Ogre et la falaise        | 2:08 |
| 15.   | Le Duel                           | 2:44 |
| 16.   | Le Messager de la Reine           | 2:08 |
| 17.   | La Lune brille pour toi           | 4:27 |
| 53:37 |                                   |      |

## Chanson de fin
La Lune brille pour toi, chanson du générique du film (piste 17), est chantée par Vanessa Paradis.